# Amos (satelit)
AMOS (hebrejsky: עמוס) je název řady izraelských komunikačních satelitů. Všechny satelity AMOS vyrobila izraelská společnost Israel Aerospace Industries (s výjimkou AMOSu 5) a obsluhuje společnost Spacecom.
- AMOS 1 byl první izraelský komunikační satelit. Jeho vývoj byl založen na zkušenostech získaných při výrobě špionážních satelitů Ofek, ve spolupráci se společnostmi DASA a Alcatel Alenia Space. Byl vypuštěn 16. května 1996 z Evropského kosmického centra ve Francouzské Guyaně. Satelit byl využíván pro domácí televizní služby (DTH/DBS společností Yes v Izraeli a HBO a dalšími v Evropě). Spacecom brzy využil veškerou přenosovou kapacitu satelitu a obdržoval další požadavky. Z toho důvodu bylo rozhodnuto o rozšíření aktivit a iniciování vzniku satelitu AMOS 2, který je dodnes v provozu.
- AMOS 2 byl vypuštěn 28. prosince 2003 z kosmodromu Bajkonur v Kazachstánu a obsluhuje klienty ve třech obslužných oblastech: Blízký východ (včetně Izraele), Evropu a východní pobřeží USA. Přenosové a komunikační služby poskytované satelitem zahrnují: přímou distribuci televizních a radiových přenosů; televizní a radiové přenosy do komunikačních center; distribuce internetových služeb, přenos dat pro komunikační sítě.
- AMOS 3 byl vypuštěn 28. dubna 2008.[1] Byl navržen za účelem poskytnutí zvýšené kapacity, rozšířeného pokrytí a zlepšení spojení mezi Blízkým východem, Evropou a východním pobřeží USA. Jeho provozní doba je stanovena na osmnáct let a má nahradit AMOS 1. Nachází se na rovníku na 4° z. d., stejně jako předcházející dva satelity.
- AMOS 4 je satelit větší velikosti (3,5 tun) než dřívější generace satelitů AMOS, jehož vypuštění je plánováno na druhou polovinu roku 2012. Jeho umístění má být na geosynchronní orbitě na 65° v. d. Díky tomu bude poskytovat pokrytí jihovýchodní Asie a vysoký výkon pokrytí komunikačních spojení mezi východní Asií a Blízkým východem.
- AMOS 5 má být podle plánu vypuštěn v polovině roku 2011 a má poskytovat pokrytí Afriky.